# کاذب‌خزنده‌سانان
کاذب‌خزنده‌سانان (نام علمی: Nothosauria) نام یک راسته از سوسماربالان است.